# Birkenau (Odenwald)
Birkenau este o comună din landul Hessa, Germania.